# Begoña Rodrigo de Jorge
Begoña Rodrigo de Jorge (València, 15 d'agost de 1975) és una cuinera valenciana, guanyadora de la primera edició del programa de televisió Top Chef.

## Biografia
És la segona de tres germans. Inicialment sense vocació de cuinera, va començar a estudiar enginyeria industrial, compaginant la carrera amb la feina de cambrera els vespres; posteriorment va obrir una expenedoria de pa.
Amb 19 anys se'n va anar de vacances als Països Baixos, on començà a treballar a l'hotel Amsterdam Marriott com a ajudant de cuina. Tot i que al principi només treballava en la secció dels esmorzars, sota les ordres de Nick Reade, deixeble de Michael Roux, posteriorment demanà treballar gratuïtament a la part gastronòmica de la mateixa empresa, Quoy. Després de 6 anys es traslladà a Utrecht, on fou contractada pel restaurant de l'Hotel Karel V, amb una estrella Michelin. Un any després marxaria a Londres, a un hotel i, després, a Aquarium, un club privat amb dues estrelles Michelin i amb una cuina molt afrancesada, assessorada pel cap de cuina de The Square (dues estrelles Michelin), on passà 6 anys com a cap de cuina.
Després de la trucada d'un amic, Begoña tornaria a Espanya. Primer a Reus, on havia d'agafar el càrrec de cap de cuina d'un nou restaurant, el Mas Sedó i, posteriorment, en no fructificar el projecte, tornà a València, on fou contractada per La Sucursal. Finalment, el 2 de novembre del 2005 decidiria obrir un restaurant juntament amb el seu marit, que anomenà La Salita, on actualment continua treballant.
L'any 2013, Begoña Rodrigo participà i es proclamà vencedora de la primera edició del concurs televisiu Top Chef, presentat i jutjat pels cuiners Alberto Chicote, Susi Díaz i Ángel León, després de derrotar a la final els també cuiners Antonio Arrabal i Miguel Cobo.
L'any 2014 va ser nomenada millor cuinera del País Valencià.